# ドルマバフチェ宮殿

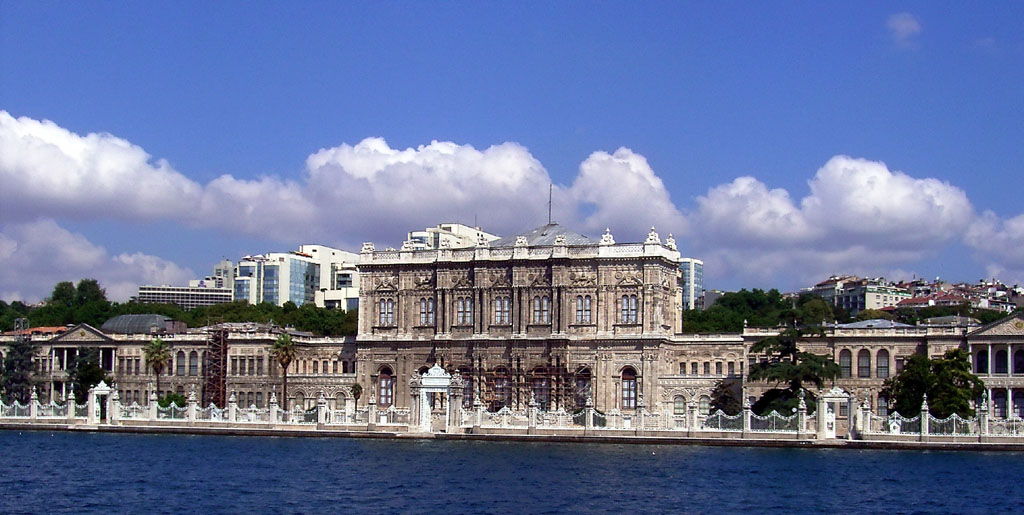
ボスポラス海峡上から眺めたドルマバフチェ宮殿

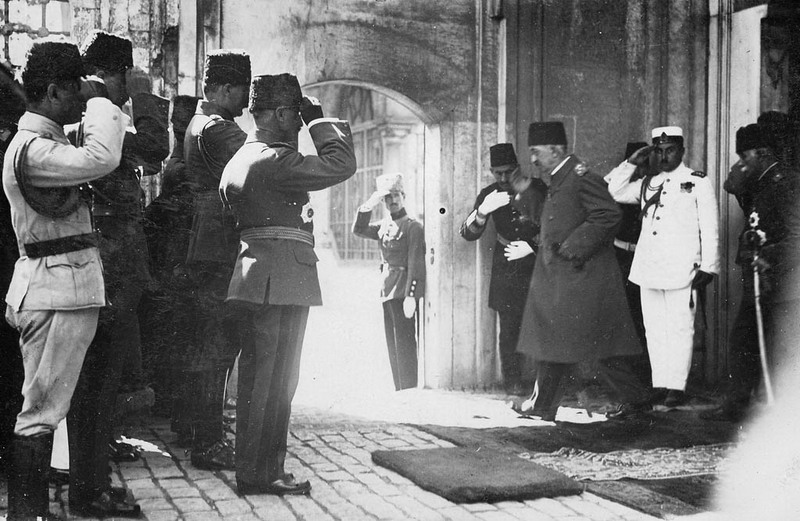
1922年11月1日のアンカラのトルコ共和国政府による帝制廃止を受けて、ドルマバフチェ宮殿の裏口から同宮殿を後にする最後の皇帝メフメト6世。この写真が撮られてから数日後、英国の戦艦でマルタに亡命。その後サンレモに居住し、1926年に同地で没した。

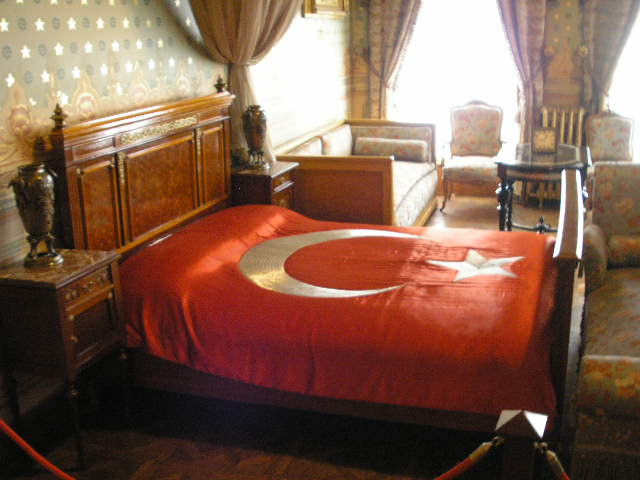
初代トルコ共和国大統領ムスタファ・ケマル・アタテュルクはドルマバフチェ宮殿のハレムだった居室で執務し、そこで没した。現在も「アタテュルクの部屋」として、そのときのまま保管され、公開されている。

ドルマバフチェ宮殿（ドルマバフチェきゅうでん、Dolmabahçe Sarayı）は、トルコのイスタンブールにある宮殿。新市街の北東郊外ベシクタシュ地区のボスポラス海峡に面した埋立地に位置する。ドルマバフチェとは「埋め立てられた庭」と言う意味である。

## 概要
コンスタンティノープル (現在のイスタンブール) を征服したオスマン帝国のメフメト2世によって造成された庭園に、1843年にアブデュルメジト1世の命によって宮廷に仕えるアルメニア人建築家ガラベット・バルヤン（1800年 - 1866年。バルヤン一族の一人）が設計、従来あった木造宮殿を取り壊して建てられた。1843年に着工され1856年に完成した。以降、1922年に最後の皇帝メフメト6世が退去するまで、トプカプ宮殿にかわってオスマン帝国の王宮として利用された。

## 様式
ヨーロッパから取り入れたバロック様式と伝統のオスマン様式を折衷した豪華な宮殿で、外観や装飾は近代西洋風であるが、建物の内部は男性向けの空間と女性のみの空間（ハレム）に二分割され、ハレムには多くの侍女や宦官も勤務した。ボスポラス海峡に向かう面は海側に門と桟橋を備え、宮殿から公道に出ずに船でイスタンブール市内を自由に行き来できるようになっている。
宮殿の面積は45,000m2で、285の部屋、46のホール、6の浴場（ハマム）、68のトイレがある。

## 現在
オスマン帝国の皇帝がいなくなった後も、政府の迎賓館として使われている。トルコ共和国の初期にはイスタンブールにおける大統領の執務所として用いられ、1938年に初代大統領ムスタファ・ケマル・アタテュルクはこの宮殿で亡くなった。今でも「アタテュルクの部屋」の時計は、彼が亡くなった9時5分で止まっている。
現在は観光客の見学に開放されている。

## ギャラリー
|  |  |  |
|  |  |  |
|  |  |  |